# Gestion de l'espace aérien
Pour les articles homonymes, voir ASM.
La gestion de l'espace aérien  (Air Space Management ou  ASM) est la composante de la gestion du trafic aérien (ATM) qui assure la compatibilité des différentes activités aériennes. 
Parmi les différentes activités aériennes, il y a essentiellement deux types de circulation aérienne, la Circulation Aérienne Générale (CAG)  et la Circulation Aérienne Militaire (CAM) .
La CAG est constituée par l'ensemble des aéronefs civils et aéronefs d'État soumis à la réglementation propre à ce type de circulation. On y trouve notamment les vols des compagnies aériennes mais un aéronef militaire peut voler en CAG.
La CAM est constituée par l'ensemble des mouvements des aéronefs qui relèvent de la Règlementation de la Circulation Aérienne Militaire (RCAM). Cela correspond grossièrement aux vols de missions des armées et des centres d'essais en vol.

## La compatibilité CAM/CAG en France

### Les organismes de contrôle aérien
Les organismes de contrôle aérien civils en France sont les 5 centres de contrôle en route (CCR ou ACC) et les aérodromes. Leurs missions sont de rendre le service du contrôle aérien civil.
Les organismes de contrôle aérien militaires en France sont les 3 Centres de Détection et de Contrôle (CDC). Toutefois les zones de compétence des CDC ne correspondent pas à celles des ACC. Leurs missions sont la surveillance des frontières, le contrôle des vols de liaison, le guidage des missions d'entraînement.

### Organisation du contrôle de l'espace aérien en France
En France, dans les FIR (c'est-à-dire en dessous du niveau de vol 195 (FL195)), à une portion d'espace aérien donnée correspond au plus un organisme de contrôle (civil ou militaire). Ainsi, on trouve des zones particulières dédiées à l'activité CAM, l'espace aérien contrôlé et non contrôlé pour les vols CAG et enfin des espaces spécialisés pour les vols CAM et CAG ensemble. Il est donc à noter que des vols CAG peuvent être contrôlés par un organisme de contrôle militaire.
Par contre, l'UIR (c'est-à-dire au-dessus du niveau de vol 195) est un espace commun où cohabitent les systèmes de contrôle distincts. Le contrôle aérien militaire est toutefois responsable de la séparation des vols CAM/CAG dans un même espace. 
À tout moment, un vol donné ne peut être sous le contrôle que d'un seul organisme de contrôle aérien (civil ou militaire).

### Un principe de base: le concept FUA
Le concept FUA (Flexible Use of Airspace) (voir Espace_aérien#Ciel unique européen et interaction civil-militaire) implique que l'espace aérien ne peut être considéré en termes d'espace aérien militaire ou civil mais comme un continuum à utiliser de manière souple au jour le jour. Cela signifie que les éventuelles ségrégations requises de l'espace aérien ne doivent être que temporaires.

### Gestion de l'espace aérien
La gestion de l'espace aérien va donc consister en une optimisation de son utilisation en prenant en compte les contraintes et besoins des utilisateurs (civils et militaires) par le biais de coordinations qui agissent à différentes échelles de temps.
Il y a trois niveaux de gestion de l'espace aérien et donc de coordination CAM/CAG:
1. LONG TERME: Niveau 1 (Stratégique): c'est une phase de prévision
2. MOYEN TERME: Niveau 2 (Pré-Tactique): c'est une phase de décision
3. : niveau opératif (entre les OCCD et les FMP/CDS) au sein des CMCC
4. COURT TERME: Niveau 3 (Tactique): c'est une phase d'exploitation

### Des structures souples de l'espace aérien français
De façon à implémenter ce concept FUA, des structures souples ont été définies. En France on trouve :
- les Zones de restriction temporaire (TRA): Ces zones spécifiques sont en fait des portions de l'espace réservées pendant un temps donné pour des missions spécifiques de la CAM. On parle alors d'activation de la TRA. Lorsqu’une TRA est active, d’autres aéronefs que ceux auxquels l’usage de cet espace aérien est réservé peuvent être autorisés à y transiter.

- les Zones transfrontalières (CBA): les Cross-Border Areas sont des zones de ségrégation établies à cheval sur des frontières étatiques.

Lorsqu’une CBA est active, elle est réputée imperméable, sauf dispositions particulières fixées par lettre d’accord entre organismes compétents.

### Les entités de coordination CAM/CAG en Europe
- les Airspace Management Cell (AMC) : dans chaque État membre d'Eurocontrol, les AMC ont en charge la promulgation quotidienne de l'Airspace Use Plan (AUP)[3] qui est le document qui synthétise les prévisions d'utilisation (tant civiles que militaires) de leur espace aérien. En France, l'AMC se nomme la Cellule Nationale de Gestion de l'Espace aérien (CNGE) et c'est une entité bicéphale civile/militaire située à la Direction des Opérations de la DSNA à Athis-Mons. Les contraintes CAG que la CNGE doit prendre en compte émanent des centres en route ACC (en particulier des FMP).

Elles sont fonction de la comparaison entre la demande (prévision de trafic) et la capacité ATC de l'ACC (nombre maximal d'avions par heure admissible dans un secteur de contrôle aérien):
| Demande vs Capacité                    | Contrainte                    |
| -------------------------------------- | ----------------------------- |
| Demande < 90 % de la capacité          | Pas de contraintes            |
| 90 % < Demande < 110 % de la capacité  | Contrainte modérée à forte    |
| 110 % < Demande < 130 % de la capacité | Contrainte forte à très forte |
| Demande > 130 % de la capacité         | Contrainte exceptionnelle     |

En pratique, si la contrainte CAG est exceptionnelle (on parle de créneau noir), on annule une activité militaire qui serait incompatible avec cette contrainte.
- le Centre Défense de Programmation et de Gestion de l'Espace aérien (CDPGE) : le CDGPE est le point focal des demandes de blocs d'espace (en particulier l'activation des TSA ) par les différents organismes de défense. Le recueil de ces demandes est effectué au plus tard J-1 à 11h00 par le CDPGE qui le transmet ensuite à la CNGE.

### Processus et synthèse de la coordination CAM/CAG

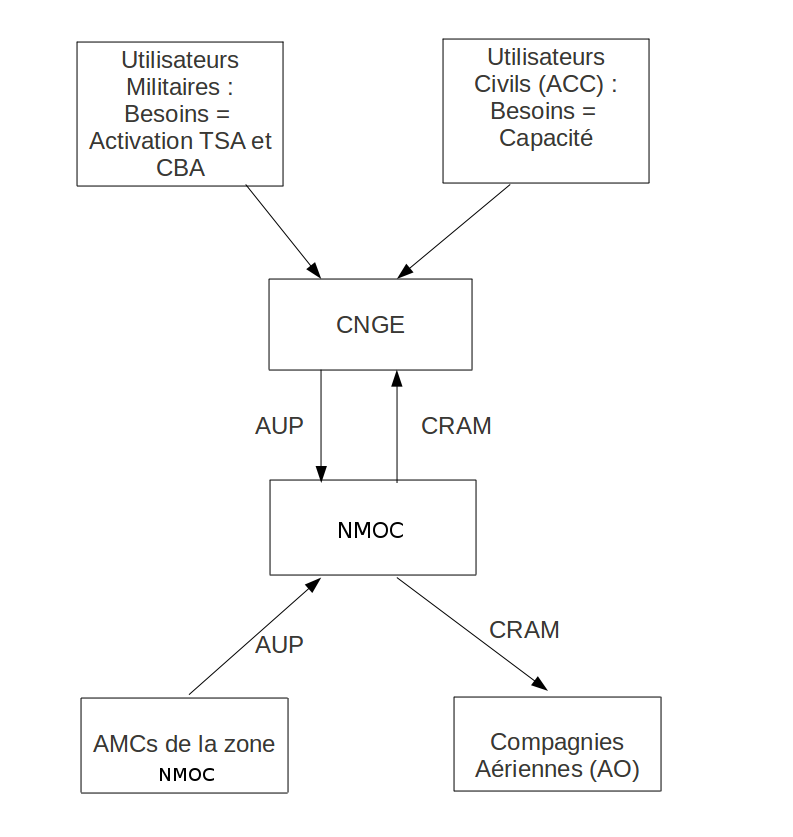

La CNGE reçoit donc des demandes de structures d'espace temporaire de la part des AMC adjacents (dans ce cas ce sont des CBA), des ACC (dans ce cas ce sont des CDR2), du CDPGE (dans ce cas ce sont des TSA). Sur cette base, elle établit l'allocation des structures d'espace et publie l'AUP correspondant à l'attention de la CFMU, du CDPGE, des AMC adjacents et des ACC.